# Hangende Kerk
De Heilige Maagd Mariakerk, ook gekend als de Hangende Kerk (Arabisch: الكنيسة المعلقة, al-Kanīsa al-Muʿallaqa; Koptisch: Ⲉⲕⲕⲗⲏⲥⲓⲁ ϫⲓⲛⲓⲱⲓ), is een van de oudste kerken in Egypte. De kerk bevindt zich in de Koptische wijk in het oude deel van Caïro en behoort tot de Koptisch-Orthodoxe Kerk.
De Hangende Kerk is genoemd naar de locatie boven de zuidelijke poort van het Babylonfort, de Romeinse citadel in het oude Caïro. Het schip bevindt zich boven een doorgang. Om bij de kerk te komen moeten 29 treden beklommen worden. Vroegere bezoekers aan Caïro noemden het de "Trappenkerk". Van de 11e tot de 13e eeuw was de kerk de zetel van de koptische patriarch van Alexandrië.
De oorsprong van de kerk ligt in de 3e of 4e eeuw. Het huidige gebouw dateert uit de 7e eeuw. In de 10e eeuw werd de kerk voor een groot deel herbouwd en in de 19e eeuw werd ze gerestaureerd. In 1992 werd de kerk door een aardbeving zwaar beschadigd. Van 1998 tot 2014 is de kerk gerenoveerd.
Er bevinden zich ruim honderd iconen in de Hangende Kerk. De oudste dateert uit de 8e eeuw, maar de meeste zijn uit de 18e eeuw.
Er zijn drie haikals (heiligdommen) in het oostelijke deel van de kerk. De middelste is gewijd aan de Maagd Maria, de linker aan Sint-Joris en de rechter aan Sint-Jan de Doper. De middelste iconostase dateert uit de 12e of 13e eeuw en is gemaakt van ebbenhout, ingelegd met ivoor en gedecoreerd met geometrische ontwerpen en kruisen. Er boven bevindt zich een rij van zeven grote iconen. De middelste toont Christus zittend op een troon. Rechts van hem zijn de iconen van de Maagd Maria, de aartsengel Gabriël en de heilige Petrus, en links van hem de iconen van Johannes de Doper, de aartsengel Michaël en de heilige Paulus.